# Раївка (Синельниківський район)
Раї́вка — село в Україні, центр Раївської сільської громади Синельниківського району Дніпропетровської області. Населення за переписом 2001 року становить 1 705 осіб.

## Географія
Село Раївка знаходиться за 1,5 км від міста Синельникове і сіл Георгіївка, Морозівське і Богуславка. По селу протікає пересихаючий струмок з загатами. Поруч проходять автомобільна дорога Т 0401 і залізниця, станція Синельникове II за 4 км.

## Історія
- Засноване в другій половині XIX століття як Середнє.
- В 1911 році село було перейменоване в Середнє-Раївка.
- В 1947 році перейменоване в село Раївка.
- 12 червня 2020 року, відповідно до розпорядження Кабінету Міністрів України № 709-р від «Про визначення адміністративних центрів та затвердження територій територіальних громад Дніпропетровської області», увійшло до складу Раївської сільської громади[1].
- 19 липня 2020 року, в результаті адміністративно-територіальної реформи та ліквідації   Синельниківського (1923—2020) району, село увійшло до складу новоутвореного Синельниківського району[2].

## Населення

### Мова
Розподіл населення за рідною мовою за даними перепису 2001 року:
| Мова            | Кількість | Відсоток |
| --------------- | --------- | -------- |
| українська      | 1511      | 88.62%   |
| російська       | 187       | 10.97%   |
| білоруська      | 4         | 0.23%    |
| інші/не вказали | 3         | 0.18%    |
| Усього          | 1705      | 100%     |

## Економіка
- Синельниківська селекційно-дослідна станція.
- Агроцентр «Раєвський».

## Об'єкти соціальної сфери
- Школа.
- Школа-інтернат.
- Дитячий садочок.
- Амбулаторія.
- Клуб.

## Пам'ятки
- Біля села розташований парк-пам'ятка садово-паркового мистецтва місцевого значення Синельниківський;
- Два військових меморіали.

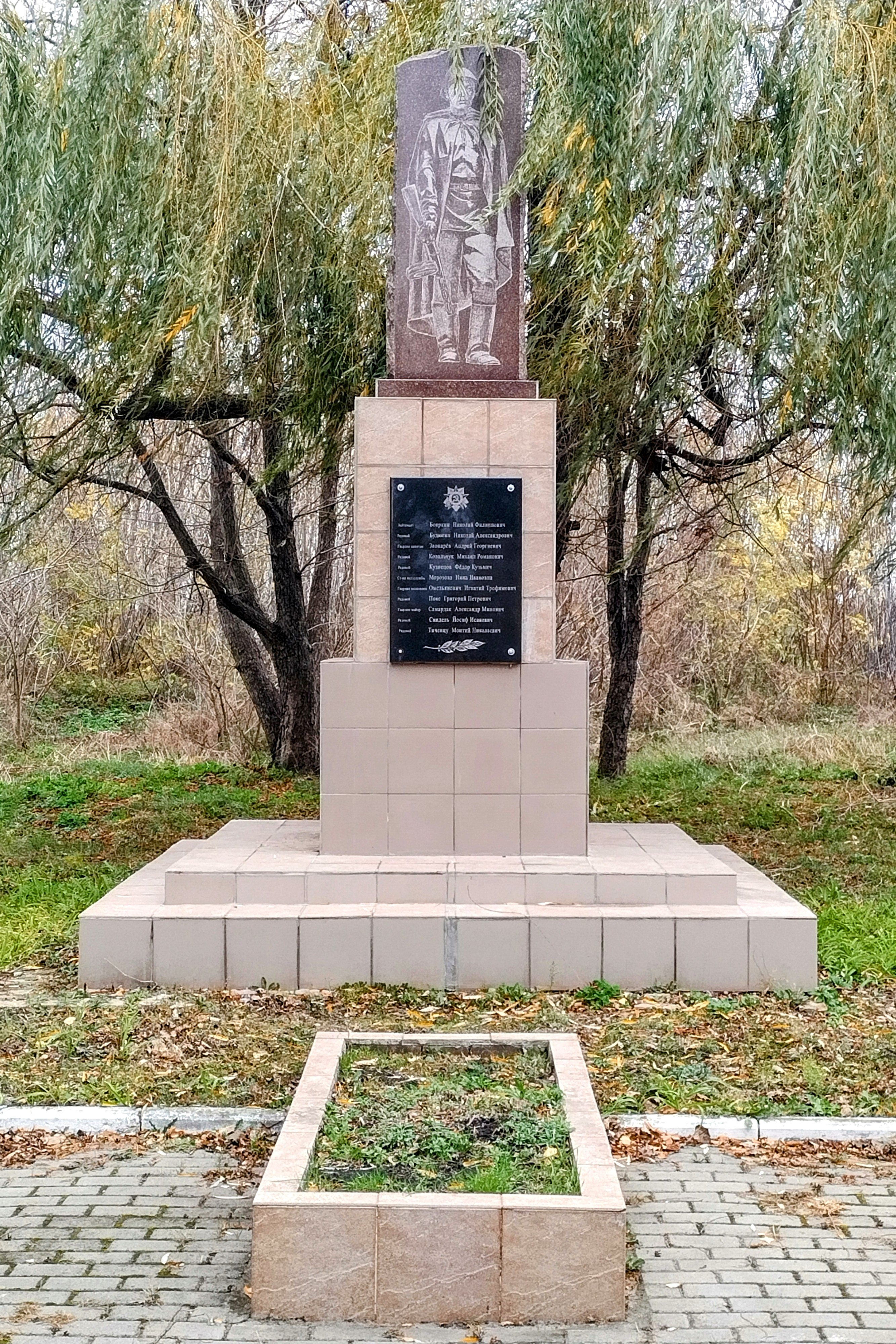
Військовий меморіал

## Постаті
- Максимов Віктор Олександрович (1984—2018) — солдат Збройних сил України, учасник російсько-української війни.